# Lebensborn (película)
Lebensborn és un llargmetratge alemany de 1960 dirigit per Werner Klingler amb Maria Perschy i Joachim Hansen en els papers principals.

## Argument
El Reichsführer-SS Heinrich Himmler va fundar el projecte NS "Lebensborn" i hi va posar al capdavant al metge de les SS Dr. Hagen. En aquesta instal·lació estrictament aïllada, unes 30 dones joves, "àries" BDM amb homes SS honorats o soldats de la Wehrmacht destacats al front. D'acord amb la doctrina racial nacionalsocialista, la descendència "genèticament perfecta" hauria de néixer d'aquesta manera, per tal de renovar l'anomenada 
"raça superior". Una de les noies que hauria de "donar un fill al Führer" és la jove Doris Korff. El director de la institució, Dr. Hagen està més interessat en la jove que en el que es desitja "des de dalt". Després de tot, l'amor no es contempla com a motiu de propagació del nacionalsocialisme.
La Doris coneix el tinent Klaus Steinbach, condecorat amb la creu de Cavaller de la Creu de Ferro. En realitat, però, el jove crític per al sistema s'ha proveït dels papers d'un home de les SS que va morir en un atac aeri. Steinbach va ser condemnat a mort per una cort marcial, però va poder escapar dels seus botxins abans de l'execució i va acabar al projecte Lebensborn. Steinbach mostra a Doris la inhumanitat de les institucions penals nazis i la convenç dels seus punts de vista. Ara a la Doris també li fa fàstic la manera insensible de criar una "raça superior" i s'escapa amb Klaus. L'objectiu dels dos és Suïssa. Però no arriben gaire lluny; Klaus rep un tret mentre intenta escapar, Doris cau a les urpes dels secuaces i és condemnada a mort.
Està embarassada de Klaus. Tanmateix, com que el projecte Lebensborn té previst produir nens "aris", l'execució de la condemna a mort es suspendrà fins després del naixement del nadó de Doris. Un cop nascut, el nen li és arrabassat. Més tard, la jove descobreix que el seu nadó no va sobreviure. Ara Doris Korff serà executada. En el moment de l'execució hi ha un atac aeri aliat, com a resultat del qual Doris aconsegueix escapar de la captivitat. Vaga pels carrers oberts i esquinçats i agafa un nen orfe que es troba a la rasa al costat dels seus pares que van morir en el bombardeig.

## Repartiment
- Maria Perschy: Doris Korff
- Joachim Hansen: Oberleutnant Klaus Steinbach
- Harry Meyen: Hauptsturmführer Dr. Hagen
- Emmerich Schrenk: Obersturmbannführer Meyer-Westroff
- Joachim Mock: Hauptsturmführer Kempe
- Gert Günther Hoffmann: Oberleutnant Mertens
- Waldemar Tepel: SS-Sturmführer Helmich
- Marisa Mell: Erika Meuring
- Rose-Marie Kirstein: Lotte
- Renate Küster: Marlene
- Hannalore Juterbock: Elsa
- Birgit Bergen: Brigitte